# 王挺革
王挺革（1961年—），浙江台州人，汉族，中华人民共和国政治人物、第十二届全国人民代表大会浙江地区代表。
毕业于厦门大学经济学，加入中国共产党。2013年，被选为全国人大代表。
曾任物产中大集团董事长、党委书记。